# ماسات (أغنية ريانا)
دايموندز هي أغنية سجلتها المغنية البربادوسية ريانا لألبومها الإستديو السابع، أنبولجتك (2012). من كتابة سيا فرلر جنباً إلى جنب مع المنتجين، بيني بلانكو وستارقيت. الأغنية عرضت لأول مرة في 26 سبتمبر، 2012، خلال البرنامج الصباحي إلفيس دوران وصدرت رقمياً في اليوم التالي كالأغنية المنفردة الأولى من أنبولجتك. «دايموندز» هي أغنية بالاد إلكترونيك وبوب مع إيقاع منتصف وسنثسيزر ثقيل، وأصوات أوركسترا، وإيقاعات إلكترونية. كلمات الأغنية تختلف عن أغاني ريانا المنفردة السابقة التي كانت عن العلاقات غير الصحية.

## الكتابة والإنتاج
في 2012، اجتمع كاتب الأغاني والمنتج الأمريكي بيني بلانكو مع فريق الإنتاج النرويجي ستارقيت في استديو في مدينة نيويورك لكتابة أغنيتات جديدة، بما في ذلك واحدة ريانا. تم إنتاج لحن الأغنية بعد ما انتهوا من تسجيل الأغنية. انضمت المغنية وكاتبة الأغاني سيا فرلر في وقت لاحق في كتابة «دايموندز». بعد الانتهاء من الأغنية، أرادوا ريانا بأن تسمعها، لكن بيني تشكك في ردة فعلها تجاه الأغنية بسبب لحنها البطيء. بعد ما سمعت ريانا الأغنية، اتصلوا على بيني من لندن وقالوا له بأنها أحبت الأغنية: «سمعت الأغنية سبع مرات على التوالي. إنها أغنيتها المفضلة.» أنتج كوك هاريل صوت ريانا على الأغنية وسجلها جنباً إلى جنب مع ماركوس توفار.

## الإصدار
في 12 سبتمبر، 2012، أعلنت ديف جام فرنسا عبر التويتر بأن ريانا سوف تصدر أغنيتها المنفردة الجديدة في الأسبوع القادم في حين من المقرر بأن ألبومها الإستديو السابع سوف يصدر في نوفمبر 2012. في مقابلة مع آي هارت راديو في مهرجانهم الموسيقي السنوي في سبتمبر، أكدت ريانا «دايموندز» كأغنيتها المنفردة الأولى وقالت إنها سوف تنعرض لأول مرة على الراديو الأمريكي في بداية 26 سبتمبر.
| ماسات (أغنية ريانا) | أعتقد أن الكثير من الناس يخافون بأن يكونوا سعداء بسبب ما قد يعتقد البعض الآخر من ذلك. ... إنهم يخشون من ذلك ومن فعل ما يحبون ومن أفعال تجعلهم سعداء - ريانا تتحدث عن وراء معنى كلمات "دايموندز" لأخبار إم تي في. | ماسات (أغنية ريانا) |

الأغنية عرضت لأول مرة في 26 سبتمبر، 2012، خلال البرنامج الصباحي إلفيس دوران وصدرت رقمياً في اليوم التالي كالأغنية المنفردة الأولى من أنبولجتك. أرسلت تسجيلات ديف جام الأغنية المنفردة إلى كونتيمبوراري هيت رايدو في الولايات المتحدة في 2 أكتوبر.

## استقبال النقاد
تلقت «دايموندز» استقبالاً جيداً من قبل معظم النقاد. في وجهة نظر إيجابية للأغنية، أعطى روبرت كوبسي من Digital Spy أربعة نجوم من أصل خمسة وأشاد اتجاه ريانا إلى أنواع هذه الأغاني. وفقاً لجيمس مونتغمري من MTV News، «دايموندز» أكثر إيجابية من أغانيها المنفرة السابقة مثل «وي فوند لوف» و«وير هاف يو بين»، على الرغم من إيقاعها المعتدل. قالت ليندسي ديماتينا من موقع Hollywood الإلكتروني بأن غناء ريانا أقوى من أي وقت مضى. في مراجعة أغنية تلو أغنية من أنبولجتك، وجد أندرو هامب من Billboard بأن الأغنية ملهمة. أشار أندي كلمان من Allmusic بأن الأغنية من أبرز أغاني أنبولجتك. في نقد أقل حماساً، جون كارامانيكا من The New York Times شبهوا «دايموندز» لأغاني أفلام جيمس بوند، ولكن مع «كلمات غير مشوقة». شعر جيم فاربر من New York Daily News أن الأغنية ليست مثيرة للعواطف كما كانت تحاول بأن تكون وتفتقر إلى شعور الغموض والإنتاج الجذاب مثل «وي فوند لوف». انتقد كريس ريتشاردز من The Washington Post بأنها «بالاد قوية من دون قوة».

## الأداء التجاري
| |  |  |
| ريانا تعادلت مع مادونا (يسار) في قائمة أكثر فنان لديه أغاني في المركز الأول. أيضاً، تعدت ماريا كاري (يمين) في أسرع فنانة حصلت على أغاني في المركز الأول. |  |  |

### أمريكا الشمالية
في الولايات المتحدة، دخلت «دايموندز» لأول مرة المركز السادس عشر على بيلبورد هوت 100 مع مبيعات رقمية وصلت إلى 133,000 نسخة في الأسبوع الأول. في أسبوعه الرابع، ارتفعت إلى المركز الثامن على الرسم البياني وأصبحت أغنية ريانا الثالثة والعشرين التي تدخل المراكز العشرة الأولى. في نهاية أسبوع 1 ديسمبر، 2012، أصبحت أغنية ريانا الثانية عشر على الرسم البياني التي وصلت إلى المركز الأول. مع هذا الإنجاز، تعادلت ريانا مع مادونا والسوبريمز في المركز الخامس في قائمة أكثر فنان لديه أغاني في المركز الأول في التاريخ. ريانا أيضاً تعدت ماريا كاري في أسرع فنانة حصلت على أغاني في المركز الأول على الرسم البياني من خلال تحقيق هذا الإنجاز في ست سنوات وسبعة أشهر، ومرايا حصلت عليها في سبعة سنوات، شهر واحد، وأسبوعين. ظلت «دايموندز» في المركز الأول على التوالي لثاني أسبوع على هوت 100، في حين ألبومها أنبولجتك تصدر بيلبورد 200. ونتيجةً لذلك، أصبحت ريانا ثاني فنان فقط من عام 2012 يتصدر كلا من الأغنية المنفردة والألبوم في بيلبورد في وقت واحد; وأول من فعل ذلك كانت المغنية البريطانية أديل.
في كندا، الأغنية دخلت لأول مرة المركز التاسع في كندا هوت 100 في 13 أكتوبر، 2012. الأغنية بلغت ذروتها في المركز الأول في 24 نوفمبر، 2012 لتصبح أغنية ريانا السادسة التي تصل إلى المركز الأول على هذا الرسم البياني.

### أوروبا
كان ظهور «دايموندز» الأول على الرسم البياني في أيرلندا في 27 سبتمبر، 2012، في المركز السابع عشر. بلغت ذروتها في المركز الثاني في 25 أكتوبر، 2012. الأغنية دخلت لأول مرة المركز الأول في المملكة المتحدة في 7 أكتوبر، 2012، مع أكثر من 105,000 نسخة بيعت في الأسبوع الأول، أصبحت أغنية ريانا السابعة التي تصل إلى المركز الأول في هذا البلاد. اعتبارا من ديسمبر 2012، باعت «دايموندز» أكثر من 672,000 نسخة في المملكة المتحدة، أصبحت سابع أكثر أغنية مبيعاً في ذلك العام في البلاد. دخلت الأغنية لأول مرة المركز الأول في فرنسا وأصبحت أغنية ريانا الرابعة التي تصل إلى المركز الأول في البلاد. أمضت في القمة لمدة ثلاثة أسابيع متتالية. «دايموندز» بلغت ذروتها أيضاً في المركز الأول في ألمانيا لمدة عشرة أسابيع متتالية. أصبحت أغنية ريانا الخامسة التي تصل إلى المركز الأول في البلاد وتجاوزت «أمبريلا» (2007) كأطول أغنية لها في المركز الأول على الرسم البياني. وضعت الأغنية في المركز السابع في قائمة نهاية عام الرسم البياني في ألمانيا لعام 2012 وحصلت على شهادة البلاتينيوم، تدل على مبيعات وصلت إلى 300,000 نسخة في البلاد. ظلت «دايموندز» في المركز الأول في النرويج لمدة أحد عشر أسبوعاً متتالياً.

### أوقيانوسيا
دخلت «دايموندز» لأول مرة في المركز الخامس في 8 أكتوبر، 2012. بعد ثمانية أسابيع في المراكز العشرة الأولى، بلغت ذروتها في المركز الثاني. الأغنية حصلت على شهادة مزدوجة من البلاتينيوم من رابطة صناعة التسجيلات النيوزيلندية، تدل على 30,000 نسخة بيعت. دخلت الأغنية لأول مرة المركز الثامن على الرسم البياني الأسترالي في 14 أكتوبر، 2012. وصلت الأغنية ذروتها في المركز السادس في 4 نوفمبر، 2012. الأغنية حصلت على شهادة البلاتينيوم خمسة مرات من قبل رابطة صناعة التسجيلات الأسترالية، تدل على 350,000 نسخة بيعت.

## الجوائز والترشيحات
| السنة | الحفل                                    | البلد المضيف                           | الفئة                   | النتيجة | المصادر |
| 2013  | جوائز آيسكاب بوب الموسيقية               |                                        | الأغنية الأكثر أداءً     | فوز     | [ 36 ]  |
| 2013  | جوائز بي إي تي                           | جائزة اختيار المشاهد                   | رُشِّح                     | [ 37 ]  |         |
| 2013  | جوائز بي إي تي                           | فيديو السنة                            | رُشِّح                     | [ 37 ]  |         |
| 2013  | جوائز بيلبورد الموسيقية                  | أفضل أغنية آر أند بي                   | فوز                     | [ 38 ]  |         |
| 2013  | جوائز برافو أوتو                         |                                        | فيديو السنة             | رُشِّح     | [ 39 ]  |
| 2013  | جوائز إيكو                               | أغنية السنة                            | رُشِّح                     | [ 40 ]  |         |
| 2013  | جائزة أغنية السنة                        |                                        | أغنية السنة             | رُشِّح     | [ 41 ]  |
| 2013  | جوائز إم تي في للأغاني المصورة اليابانية |                                        | أفضل فيديو لأنثى        | رُشِّح     | [ 42 ]  |
| 2013  | جوائز إم تي في للأغاني المصورة اليابانية | أفضل فيديو آر أند بي                   | رُشِّح                     |         | [ 42 ]  |
| 2013  | جوائز إم تي في الموسيقية الأوروبية       |                                        | أفضل أغنية              | رُشِّح     | [ 43 ]  |
| 2013  | جوائز متش للأغاني المصورة                |                                        | أفضل فيديو عالمي - فنان | رُشِّح     | [ 44 ]  |
| 2013  | جوائز إن آر جي الموسيقية                 |                                        | أفضل أغنية عالمية       | رُشِّح     | [ 45 ]  |
| 2013  | جوائز أوي                                |                                        | أغنية السنة الإتجليزية  | فوز     | [ 46 ]  |
| 2013  | جوائز سول ترين الموسيقية                 |                                        | أغنية السنة             | رُشِّح     | [ 47 ]  |
| 2013  | جوائز اختيار المراهقين                   | اختيار موسيقى: أغنية آر أند بي/هيب-هوب | رُشِّح                     | [ 48 ]  |         |
| 2013  | جوائز يوتيوب الموسيقية                   | ظاهرة يوتيوب                           | رُشِّح                     | [ 49 ]  |         |
| ----- | ---------------------------------------- | -------------------------------------- | ----------------------- | ------- | ------- |

## الأغنية المصورة
بدأت ريانا في تصوير الأغنية المصورة لأغنية «دايموندز» في 21 أكتوبر، 2012، في لوس أنجلوس، كاليفورنيا. تم إخراج الأغنية المصورة من قبل المخرج أنثوني ماندلر، الذي أخرج لريانا أغاني مصورة سابقة مثل «رشن روليت» (2009) و«مان داون» (2010). عرضت الأغنية المصورة لأول مرة في 8 نوفمبر على إم تي في.
| ماسات (أغنية ريانا) | مع كل أغنية هناك قصة مختلفة، وبالتالي فإن المؤثرات البصرية دقيقة للغاية لهذه القصة ولهذا العالم. مع "دايموندز"، كانت مجرد سلسلة من المؤثرات القصيرة التي وضعناها معاً للمساعدة في الحصول على المشاعر المطلوبة من الأغنية بسبب التغييرات الكثيرة في الأغنية، وليس هناك وسيلة حقيقية تفعل ذلك - ريانا تشرح مفهوم الأغنية المصورة. | ماسات (أغنية ريانا) |

## العروض الحية
أدت ريانا «دايموندز» لأول مرة في 7 نوفمبر، 2012، في «عرض الأزياء فيكتوريا سيكريت»، تم بثه على سي بي إس في 4 ديسمبر. في 10 نوفمبر، أدت ريانا الأغنية على «ساترداي نايت لايف». أدرجت «دايموندز» على لائحة أغاني جولة ريانا الترويجية ريانا 777 تور في عام 2012. في 25 نوفمبر، أدت الأغنية في الموسم التاسع على ذا «إكس فاكتور» في المملكة المتحدة. في 8 ديسمبر، أدت ريانا الأغنية في «ويتن، داس...؟» في ألمانيا. أدت أيضاً الأغنية في نهاية الموسم الثالث من البرنامج الأمريكي «ذا فويس». الأغنية أدرجت كأغنية ختامية على لائحة الأغاني في جولة ريانا الخامسة العالمية بعنوان دايموندز وورلد تور (2013). أدت ريانا الأغنية في حفل توزيع جوائز الموسيقى الأمريكية في 24 نوفمبر، 2013.

## الصيغ وقائمة الأغاني

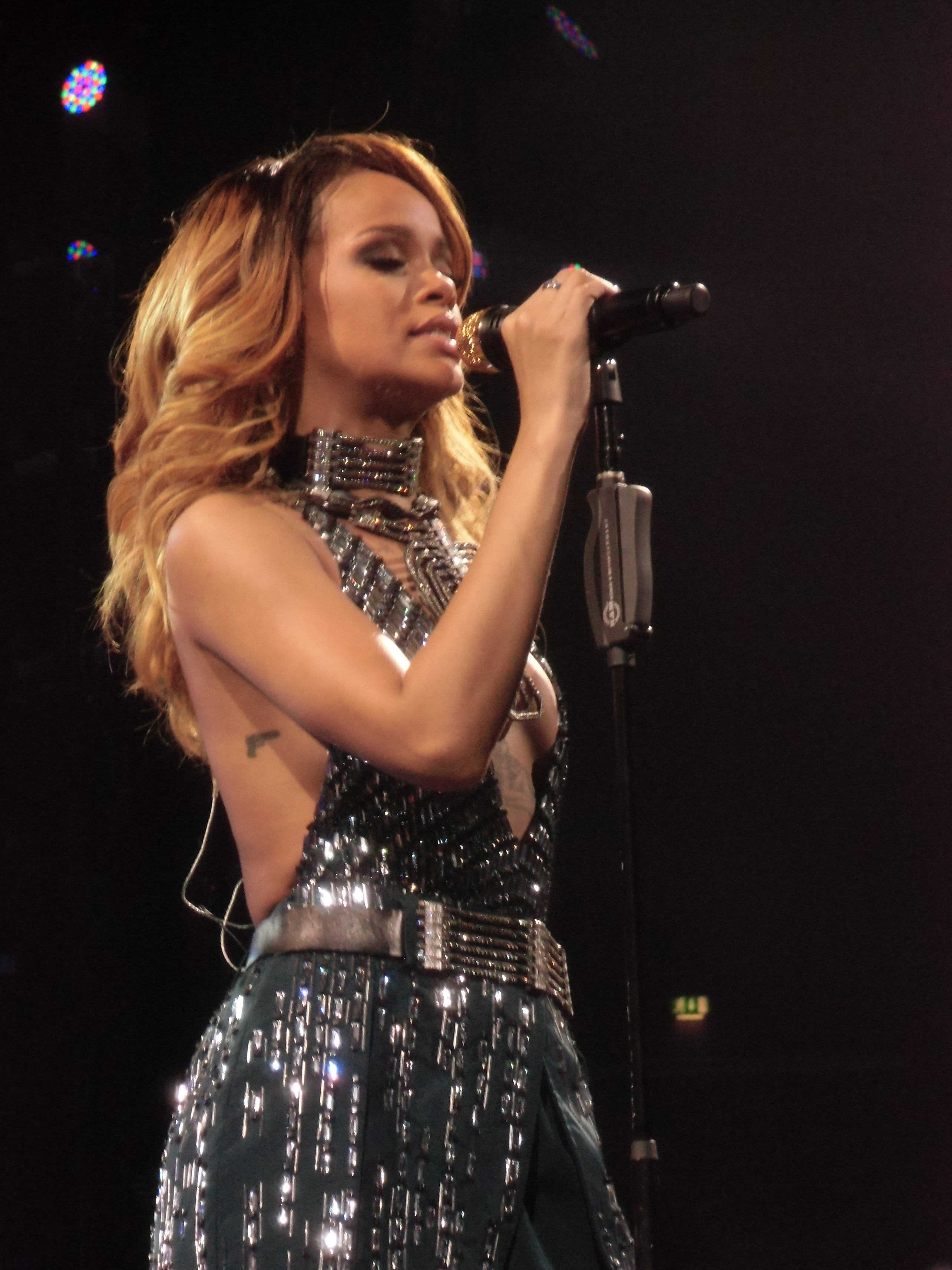
ريانا أثناء عرض "دايموندز" في دايموندز وورلد تور.

| - تحميل رقمي 1. «دايموندز» – 3:45 - أسطوانة منفردة 1. «دايموندز» – 3:45 2. «دايموندز» (ذا بيمبو فوكال ريمكس) – 6:16 - ريمكس الأغنية المنفردة الرقمي 1. «دايموندز» (ريمكس) [مع كانييه ويست] – 4:48 | - ريمكسات الولايات المتحدة الرقمية 1. «دايموندز» (ديف أوديو 100 إديت) – 3:38 2. «دايموندز» (جريجور سالتو راديو إديت) – 3:45 3. «دايموندز» (ذا بيمبو جونس فوكال ريمكس) – 6:17 4. «دايموندز» (ذا بيمبو جونس داونتيمبو) – 3:14 5. «دايموندز» (ذا بيمبو جونس فوكال إديت) – 3:14 6. «دايموندز» (كونقوروك ريمكس إكستينتيد) – 5:54 7. «دايموندز» (كونقوروك ريمكس) – 5:08 8. «دايموندز» (جيكوب بلانت دبستب ريمكس) – 3:58 |  |

## الرسوم البيانية
| الرسم البياني (13-2012)                                  | المركز | المصادر |
| -------------------------------------------------------- | ------ | ------- |
| أستراليا (ARIA)                                          | 6      | [ 34 ]  |
| النمسا (Ö3 Austria Top 40)                               | 1      | [ 65 ]  |
| بلجيكا (Ultratop 50 Flanders)                            | 3      | [ 66 ]  |
| بلجيكا (Ultratop 50 Wallonia)                            | 3      | [ 67 ]  |
| البرازيل (Billboard Brasil Hot 100)                      | 12     | [ 68 ]  |
| البرازيل (Hot Pop Songs)                                 | 1      | [ 68 ]  |
| كندا (Canadian Hot 100)                                  | 1      | [ 22 ]  |
| جمهورية التشيك (IFPI)                                    | 1      | [ 69 ]  |
| الدنمارك (Tracklisten)                                   | 1      | [ 70 ]  |
| أوروبا (Billboard Euro Digital Songs)                    | 1      | [ 71 ]  |
| فنلندا (Suomen virallinen lista)                         | 1      | [ 72 ]  |
| فرنسا (SNEP)                                             | 1      | [ 27 ]  |
| ألمانيا (Media Control Charts)                           | 1      | [ 73 ]  |
| اليونان (IFPI)                                           | 1      | [ 74 ]  |
| المجر (Rádiós Top 40)                                    | 7      | [ 75 ]  |
| المجر (Single Top 20)                                    | 9      | [ 75 ]  |
| أيرلندا (IRMA)                                           | 2      | [ 76 ]  |
| إسرائيل (Media Forest)                                   | 1      | [ 77 ]  |
| إيطاليا (FIMI)                                           | 3      | [ 78 ]  |
| اليابان (Billboard Japan Hot 100)                        | 24     | [ 79 ]  |
| لبنان (The Official Lebanese Top 20)                     | 2      | [ 80 ]  |
| لوكسمبورغ (Billboard)                                    | 1      | [ 81 ]  |
| المكسيك (Billboard)                                      | 2      | [ 82 ]  |
| المكسيك (Monitor Latino)                                 | 6      | [ 83 ]  |
| هولندا (Mega Single Top 100)                             | 4      | [ 84 ]  |
| نيوزيلندا (Recorded Music NZ)                            | 2      | [ 32 ]  |
| النرويج (VG-lista)                                       | 1      | [ 31 ]  |
| بولندا (Polish Airplay Top 20)                           | 3      | [ 85 ]  |
| البرتغال (AFP)                                           | 1      | [ 86 ]  |
| روسيا (Billboard Hot 50 Airplay)                         | 1      | [ 87 ]  |
| إسكتلندا (OCC)                                           | 1      | [ 88 ]  |
| سلوفاكيا (IFPI)                                          | 1      | [ 89 ]  |
| كوريا الجنوبية (Gaon Chart)                              | 3      | [ 90 ]  |
| إسبانيا (PROMUSICAE)                                     | 2      | [ 91 ]  |
| السويد (Sverigetopplistan)                               | 2      | [ 92 ]  |
| سويسرا (Schweizer Hitparade)                             | 1      | [ 93 ]  |
| المملكة المتحدة (OCC)                                    | 1      | [ 94 ]  |
| المملكة المتحدة (OCC R&B)                                | 1      | [ 95 ]  |
| الولايات المتحدة (Billboard Hot 100)                     | 1      | [ 96 ]  |
| الولايات المتحدة (Billboard Adult Contemporary)          | 27     | [ 97 ]  |
| الولايات المتحدة (Billboard Adult Pop Songs)             | 14     | [ 98 ]  |
| الولايات المتحدة (Billboard Hot Dance Club Songs)        | 1      | [ 99 ]  |
| الولايات المتحدة (Billboard Dance/Mix Show Airplay)      | 2      | [ 100 ] |
| الولايات المتحدة (Billboard Digital Songs)               | 1      | [ 101 ] |
| الولايات المتحدة (Billboard Latin Airplay)               | 19     | [ 102 ] |
| الولايات المتحدة (Billboard Latin Pop Songs)             | 11     | [ 103 ] |
| الولايات المتحدة (Billboard On-Demand Songs)             | 1      | [ 104 ] |
| الولايات المتحدة (Billboard Pop Songs)                   | 2      | [ 105 ] |
| الولايات المتحدة (Billboard R&B Songs)                   | 1      | [ 106 ] |
| الولايات المتحدة (Billboard R&B Streaming Songs)         | 9      | [ 107 ] |
| الولايات المتحدة (Billboard R&B/Hip-Hop Airplay)         | 11     | [ 108 ] |
| الولايات المتحدة (Billboard R&B/Hip-Hop Digital Songs)   | 1      | [ 109 ] |
| الولايات المتحدة (Billboard Hot R&B/Hip-Hop Songs)       | 1      | [ 110 ] |
| الولايات المتحدة (Billboard R&B/Hip-Hop Streaming Songs) | 13     | [ 111 ] |
| الولايات المتحدة (Billboard Radio Songs)                 | 1      | [ 112 ] |
| الولايات المتحدة (Billboard Ringtones)                   | 2      | [ 113 ] |
| الولايات المتحدة (Billboard Streaming Songs)             | 3      | [ 114 ] |
| الولايات المتحدة (Billboard YouTube)                     | 1      | [ 115 ] |
| فنزويلا (Record Report)                                  | 3      | [ 116 ] |

| الرسم البياني (2012)                 | المركز | المصادر |
| ------------------------------------ | ------ | ------- |
| أستراليا (ARIA)                      | 32     | [ 117 ] |
| بلجيكا (Ultratop 50 Flanders)        | 31     | [ 118 ] |
| بلجيكا (Ultratop 50 Wallonia)        | 26     | [ 119 ] |
| فرنسا (SNEP)                         | 10     | [ 120 ] |
| ألمانيا (Media Control Charts)       | 7      | [ 121 ] |
| المجر (Rádiós Top 40)                | 59     | [ 122 ] |
| إسرائيل (Media Forest)               | 12     | [ 123 ] |
| هولندا (Mega Single Top 100)         | 20     | [ 124 ] |
| بولندا (ZPAV)                        | 16     | [ 125 ] |
| إسبانيا (PROMUSICAE)                 | 31     | [ 126 ] |
| السويد (Sverigetopplistan)           | 30     | [ 127 ] |
| المملكة المتحدة (OCC)                | 11     | [ 128 ] |
| الولايات المتحدة (Billboard Hot 100) | 94     | [ 129 ] |

| الرسم البياني (2013)                                   | المركز | المصادر |
| ------------------------------------------------------ | ------ | ------- |
| أستراليا (ARIA)                                        | 68     | [ 130 ] |
| بلجيكا (Ultratop 50 Flanders)                          | 34     | [ 131 ] |
| بلجيكا (Ultratop 50 Wallonia)                          | 19     | [ 132 ] |
| كندا (Canadian Hot 100)                                | 27     | [ 133 ] |
| ألمانيا (Media Control Charts)                         | 52     | [ 134 ] |
| إيطاليا (FIMI)                                         | 27     | [ 135 ] |
| هولندا (Mega Single Top 100)                           | 40     | [ 136 ] |
| إسبانيا (PROMUSICAE)                                   | 16     | [ 137 ] |
| سويسرا (Schweizer Hitparade)                           | 11     | [ 138 ] |
| الولايات المتحدة (Billboard Hot 100)                   | 27     | [ 139 ] |
| الولايات المتحدة (Billboard Radio Songs)               | 22     | [ 140 ] |
| الولايات المتحدة (Billboard Digital Songs)             | 33     | [ 141 ] |
| الولايات المتحدة (Billboard Streaming Songs)           | 49     | [ 142 ] |
| الولايات المتحدة (Billboard On-Demand Songs)           | 23     | [ 143 ] |
| الولايات المتحدة (Billboard Ringtones)                 | 14     | [ 144 ] |
| الولايات المتحدة (Billboard Pop Songs)                 | 35     | [ 145 ] |
| الولايات المتحدة (Billboard R&B/Hip-Hop Songs)         | 6      | [ 146 ] |
| الولايات المتحدة (Billboard R&B/Hip-Hop Digital Songs) | 7      | [ 147 ] |
| الولايات المتحدة (Billboard R&B Songs)                 | 3      | [ 148 ] |
| الولايات المتحدة (Billboard R&B Digital Songs)         | 4      | [ 149 ] |
| الولايات المتحدة (Billboard R&B Streaming Songs)       | 5      | [ 150 ] |
| الولايات المتحدة (Billboard Dance Club Songs)          | 32     | [ 151 ] |

## الشهادات
| الدولة           | المزود             | الشهادات     | المبيعات  | المصادر |
| ---------------- | ------------------ | ------------ | --------- | ------- |
| أستراليا         | (ARIA)             | 5× بلاتينيوم | 350,000   | [ 35 ]  |
| النمسا           | (IFPI Austria)     | قولد         | 15,000    | [ 152 ] |
| بلجيكا           | (BEA)              | بلاتينيوم    | 30,000    | [ 153 ] |
| كندا             | (Music Canada)     | قولد         | 40,000    | [ 154 ] |
| الدنمارك         | (IFPI Denmark)     | 4× بلاتينيوم | 120,000   | [ 155 ] |
| فرنسا            | (SNEP)             | بلاتينيوم    | 260,000   | [ 156 ] |
| ألمانيا          | (BVMI)             | بلاتينيوم    | 300,000   | [ 30 ]  |
| إيطاليا          | (FIMI)             | 3× بلاتينيوم | 90,000    | [ 157 ] |
| نيوزيلندا        | (RMNZ)             | 2× بلاتينيوم | 30,000    | [ 33 ]  |
| إسبانيا          | (PROMUSICAE)       | قولد         | 20,000    | [ 158 ] |
| السويد           | (GLF)              | 4× بلاتينيوم | 160,000   | [ 159 ] |
| سويسرا           | (IFPI Switzerland) | 4× بلاتينيوم | 120,000   | [ 160 ] |
| المملكة المتحدة  | (BPI)              | بلاتينيوم    | 925,000   | [ 161 ] |
| الولايات المتحدة | (RIAA)             | 4× بلاتينيوم | 4,000,000 | [ 162 ] |

## تاريخ الإصدار
| الدولة           | التاريخ         | نوع الإصدار                   | الشركة المنتجة | المصادر       |
| كندا             | 27 سبتمبر، 2012 | تحميل رقمي                    | ديف جام        | [ 163 ]       |
| الولايات المتحدة | 27 سبتمبر، 2012 | تحميل رقمي                    | ديف جام        | [ 164 ]       |
| أستراليا         | 28 سبتمبر، 2012 | تحميل رقمي                    | ديف جام        | [ 165 ]       |
| النمسا           | 28 سبتمبر، 2012 | تحميل رقمي                    | ديف جام        | [ 166 ]       |
| بلجيكا           | 28 سبتمبر، 2012 | تحميل رقمي                    | ديف جام        | [ 167 ]       |
| فنلندا           | 28 سبتمبر، 2012 | تحميل رقمي                    | ديف جام        | [ 168 ]       |
| فرنسا            | 28 سبتمبر، 2012 | تحميل رقمي                    | ديف جام        | [ 169 ]       |
| ألمانيا          | 28 سبتمبر، 2012 | تحميل رقمي                    | ديف جام        | [ 170 ]       |
| إيطاليا          | 28 سبتمبر، 2012 | تحميل رقمي                    | ديف جام        | [ 171 ]       |
| هولندا           | 28 سبتمبر، 2012 | تحميل رقمي                    | ديف جام        | [ 172 ]       |
| نيوزيلندا        | 28 سبتمبر، 2012 | تحميل رقمي                    | ديف جام        | [ 173 ]       |
| النرويج          | 28 سبتمبر، 2012 | تحميل رقمي                    | ديف جام        | [ 174 ]       |
| البرتغال         | 28 سبتمبر، 2012 | تحميل رقمي                    | ديف جام        | [ 175 ]       |
| إسبانيا          | 28 سبتمبر، 2012 | تحميل رقمي                    | ديف جام        | [ 176 ]       |
| السويد           | 28 سبتمبر، 2012 | تحميل رقمي                    | ديف جام        | [ 177 ]       |
| سويسرا           | 28 سبتمبر، 2012 | تحميل رقمي                    | ديف جام        | [ 178 ]       |
| المملكة المتحدة  | 28 سبتمبر، 2012 | تحميل رقمي                    | ديف جام        | [ 179 ]       |
| إيطاليا          | 30 سبتمبر، 2012 | كونتيمبوراري هيت رايدو        | ديف جام        | [ 180 ]       |
| الولايات المتحدة | 2 أكتوبر، 2012  | كونتيمبوراري هيت رايدو        | ديف جام        | [ 7 ]         |
| ألمانيا          | 5 نوفمبر، 2012  | أسطوانة منفردة                | ديف جام        | [ 62 ]        |
| الولايات المتحدة | 16 نوفمبر، 2012 | ريمكس الأغنية المنفردة الرقمي | ديف جام        | [ 64 ] [ 63 ] |
| الولايات المتحدة | 18 ديسمبر، 2012 | ريمكسات رقمية                 | ديف جام        | [ 64 ] [ 63 ] |
| ---------------- | --------------- | ----------------------------- | -------------- | ------------- |